# Distretto di Hadim
Il distretto di Hadım (in turco Hadım ilçesi) è uno dei distretti della provincia di Konya, in Turchia.